# برایان بلیس
برایان بلیس (انگلیسی: Brian Bliss؛ زادهٔ ۲۸ سپتامبر ۱۹۶۵) یک بازیکن فوتبال اهل ایالات متحده آمریکا است.
وی همچنین در تیم ملی فوتبال ایالات متحده آمریکا بازی کرده است.